# Saint-Gédéon-de-Beauce
Ne doit pas être confondu avec Saint-Gédéon.
Saint-Gédéon-de-Beauce est une municipalité située dans la MRC de Beauce-Sartigan, dans la Chaudière-Appalaches, au Québec, au Canada. Elle est située sur la rive est (droite) de la rivière Chaudière.

## Toponymie
Elle est nommée en l'honneur du juge biblique Gédéon. Géographiquement, la municipalité est située dans le sud-est du Québec, assez près de la frontière américaine (État du Maine).

## Histoire
Saint-Gédéon est un démembrement du village voisin, Saint-Martin. Des colons sont venus s'établir des municipalités voisines à partir de 1869: Saint-Martin, Saint-Georges, Saint-Honoré de Shenley, Saint-Benoît et Saint-François (Beauceville). La première messe a été célébrée en 1890, ce qui constitue la fondation de la "Mission Saint-Gédéon". À l'entrée nord du village, une réplique de la première chapelle-école commémore cet événement.

### Chronologie
- 11 avril 1900 : Érection de la municipalité du canton de Marlow.
- 12 octobre 1911 : La municipalité du canton de Marlow devient la paroisse de Saint-Gédéon.
- 1er janvier 1950 : Érection du village de Saint-Gédéon par scission de la paroisse.
- 19 juillet 1997 : Le village de Saint-Gédéon devient la municipalité de Saint-Gédéon-de-Beauce.
- 12 février 2003 : La paroisse est annexée à la municipalité de Saint-Gédéon-de-Beauce.

En 1950, la municipalité de village s'est détachée de la municipalité de paroisse. Les deux ont été réunies à nouveau le 12 février 2003.

### Héraldique
| L'écu de Saint-Gédéon-de-Beauce se blasonne ainsi : D'argent au chevron de gueules chargé d'un flambeau d'or posé en barre sur la branche dextre et d'une trompette du même posé en bande sur la branche senestre, le chevron accompagné à dextre d'une fleur de lys d'azur, à senestre d'un marteau de sable posé en bande et en pointe d'une disamare de sinople ; au chef de gueules chargé d'une clé aussi d'or, posée en fasce, le paneton à dextre tourné vers la pointe.' |

## Géographie
La rivière du Petit Portage traverse la municipalité d'ouest en est jusqu'à sa confluence avec la rivière Chaudière qui traverse le centre de la municipalité du sud au nord.
La rivière Samson rejoint la rivière chaudière à la limite sud de la municipalité.
La rivière de la Grande Coudée traverse la limite nord-ouest de la municipalité en direction du nord-est et la rivière du Loup traverse la limite sud-est de la municipalité vers le nord-est.

## Démographie
| 1996  | 2001  | 2006  | 2011  | 2016  | 2021  |
| ----- | ----- | ----- | ----- | ----- | ----- |
| 1 770 | 2 392 | 2 351 | 2 277 | 2 205 | 2 093 |

## Administration
Les élections municipales se font en bloc pour le maire et les six conseillers.
| Saint-Gédéon-de-Beauce Maires depuis 2001                                                                            |                 |         |          |
| Élection | Maire           | Qualité | Résultat |
| 2001 | Pascal Lachance |         | Voir     |
| 2005 | Éric Lachance   |         | Voir     |
| 2009 | Éric Lachance   | Voir    |          |
| 2013 | Éric Lachance   | Voir    |          |
| 2016 | Alain Quirion   |         | Voir     |
| 2017 | Alain Quirion   | Voir    |          |
| 2021 | Alain Quirion   | Voir    |          |
| Élection partielle en italique Depuis 2005, les élections sont simultanées dans toutes les municipalités québécoises |                 |         |          |

## Économie
On y retrouve une importante usine de poutrelles d'acier du groupe Canam, d'une capacité de production annuelle de 115 000 tonnes. Cette usine emploie environ 700 personnes.
L'agriculture a longtemps été un aspect économique important, alors que plusieurs fermes étaient établies dans les quatre rangs. Présentement, il reste six fermes seulement.
La coupe de bois fut également une activité qui a fait vivre de nombreuses familles. D'ailleurs, plusieurs bûcherons traversaient la frontière pour aller travailler aux États-Unis, dans l'État du Maine, où ils étaient fort appréciés. Enfin, le côté ouest de la municipalité est composé d'une forêt d'environ 200 km2. Cette forêt a longtemps été exploitée par la Domtar.
Saint-Gédéon-de-Beauce est situé au cœur du "pays de l'érable". L'acériculture est donc une industrie très présente. Il existe plusieurs cabanes à sucre éparpillées dans les rangs, dont le  sirop et la tire sont de très haute qualité, selon les experts gustatifs... Ces cabanes sont dépourvues d'activités commerciales. Comme elles sont souvent la propriété d'une même famille depuis plusieurs années, elles ont conservé un cachet typique d'antan.
Il y a deux écoles primaires, qui ont été baptisées École des Lutins et École des Joyeux Compagnons. Un C.L.S.C. (Centre Local de Services Communautaires), une clinique médicale, une compagnie d'ambulance (Ambulance Marlow), un bureau de dentiste à temps partiel et un kinésithérapeute offrent à la population les services de santé de base.
Une notaire et deux salons funéraires sont implantées depuis plusieurs années.
L'activité économique est complétée par plusieurs petits commerces de service, quelques manufactures et industries de type "PME" (petites et moyennes entreprises), garderie, bureau de poste, Caisse Populaire, aréna, foyers pour personnes âgées, dépanneurs, épiceries, quincaillerie, stations-services et garages de réparation automobile.
Enfin, la municipalité dispose depuis quelques années d'un parc industriel et d'une corporation de développement industriel (C.O.R.D.I.).

## Vie sociale
Plusieurs associations et clubs sociaux existent depuis de nombreuses années afin de maintenir une vie sociale très active :
- Club Optimiste
- Conseil des Chevaliers de Colomb (8657)
- Club des Chevaliers
- Club des Fermières
- Club de l'Âge d'Or
- Association des Bénévoles des cantons
- Club de patinage artistique St-Gédéon
- Club des amis de la forêt
- Les brebis de Jésus
- Les Cursilistes de Saint-Gédéon
- Renouveau Charismatique

## Patrimoine
L'église Saint-Gédéon est érigée en 1911. Elle a été conçue par l'architecte Joseph-Pierre Ouellet. Des monuments de la Sainte-Vierge et du Sacré-Cœur sont placés sur son parvis. Un presbytère est localisé à proximité de l'église. Un cimetière complète le noyau paroissial. Il inclut un charnier et un calvaire.
Le couvent des Sœurs de la charité de Saint-Louis a été construit en 1910. Le site est complété par une chapelle attenante,.
La municipalité comprend également un autel en plein air. Coiffée d'un toit en forme de pyramide, la structure d'acier a été utilisée par le pape Jean-Paul II pour célébrer la première messe en terre canadienne lors de son voyage en septembre 1984. Il a été construit par les Aciers Canam de Saint-Gédéon.
Afin de souligner son patrimoine bâti, les autorités municipales ont mis en place un parcours historique. Il comprend une réplique de la chapelle-école érigée en 1890.

## Tourisme
- Aréna Marcel Dutil.
- C'est la seule municipalité située le long de la rivière Chaudière qui n'a pas de pont, ni de population établie du côté ouest de cette rivière.
- Nombreuses pistes balisées pour motoneiges.
- On peut voir à certains endroits de véritables troupeaux de chevreuils. En effet, l'un des plus gros ravages de chevreuils (dans le sud du Québec) est situé sur le territoire de la municipalité.

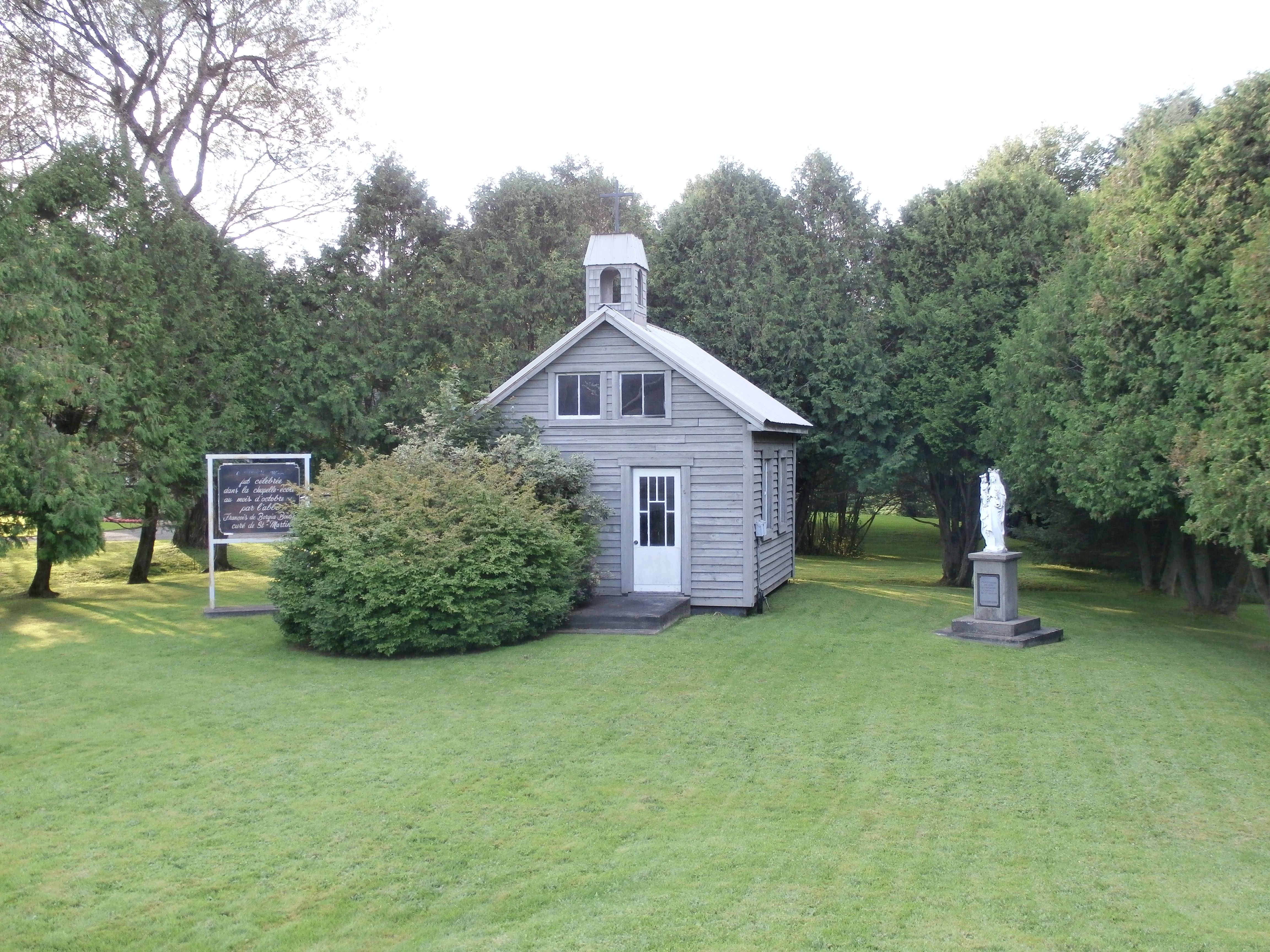
Réplique de la chapelle-école de 1890.
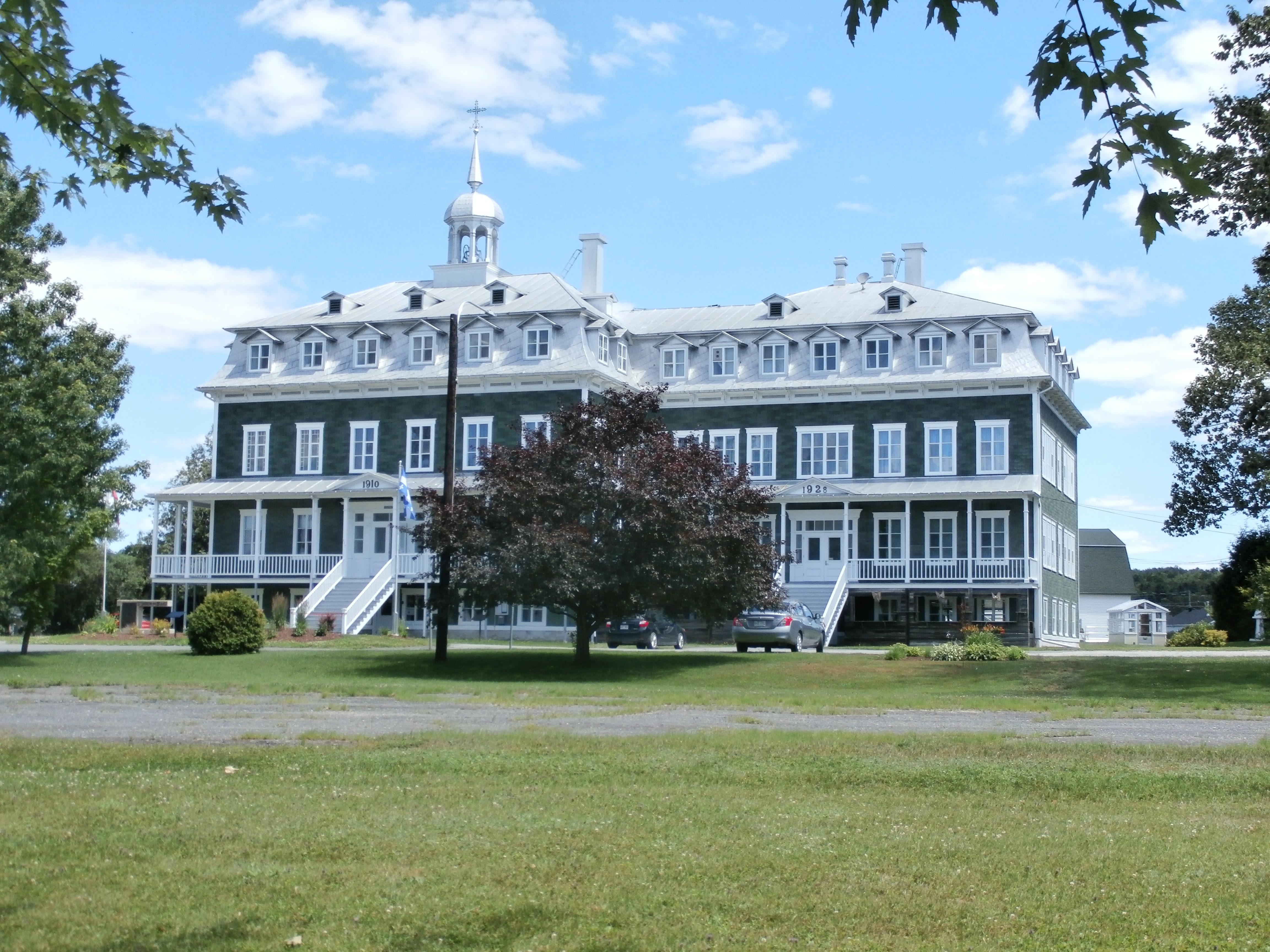
Couvent de la congrégation des Sœurs de la Charité de Saint-Louis; construit en 1903 puis agrandi dans les années 1920.

## Hébergement et restauration
- Camping
- Restaurants et une cantine
- nombreuses cabanes à sucre privées (en activité au printemps)

## Sports et loisirs
- Chasse
- Pêche
- Hockey sur glace
- Motoneige, ski de fond, raquette
- Jardin "Les Florilèges" (nombreuses fleurs à voir)
- Courir St-Gédéon,  une course établie depuis 2022 à la mi-mai, où les participants peuvent parcourir 2, 5 ou 10 km.

## Personnalités liées à la municipalité
- Lieu de naissance de :
  - écrivain Jacques Poulin